# エド・フォアマン
エドガー・フランクリン・フォアマン・ジュニア（英語: Edgar Franklin Foreman Jr.、1933年12月22日 - 2022年2月2日）こと、通称エド・フォアマン（英語: Ed Foreman）は、アメリカ合衆国の政治家、連邦下院議員（通算2期）。第88議会ではテキサス州第16選挙区から、第91議会ではニューメキシコ州全州選挙区からそれぞれ選出された。フォアマン以降、2つ以上の異なる州から選出された経験を持つ連邦下院議員は誕生していない。
宗派はメソジスト。

## 概要
1933年12月22日、エドガー・フランクリン・フォアマン・ジュニア（通称：エド・フォアマン）は、父のエドガー・フォアマン・シニアと母のフォーマー・リリアン・チルドレスの子として生まれた。フォアマン一家の住居はニューメキシコ州ルーズベルト郡ポーテイルズ近郊にあった。エドガーは地元の高校を卒業後、イースタン・ニューメキシコ大学に進学したが、ニューメキシコA＆Mカレッジ（現・ニューメキシコ州立大学）に転校。1955年に同校を土木工学の学士号を取得して卒業した。その後、1956年から2年間、アメリカ海軍に入隊し、退役後はアメリカ海軍予備役・空軍予備役軍団に所属した。後に国会議員を務めた際には、第9999空軍予備役中隊の中隊長（大尉）を務めている。
1950年代中頃から1960年代初頭にかけて、エドガーは油田地帯であるテキサス州オデッサを拠点に石油関連事業を興して成功を納めた。1955年には母校ニューメキシコ州立大学の卒業生であるバーバラ・サウザードと結婚し、4人の子供を儲けた。
エドガーはジョン・タワー上院議員（R-Tex）から誘いを受け、1962年にエルパソなどを含むテキサス州16区から共和党候補として立候補し、44,095票(得票率：53.8%)でJ・T・ラザフォードを破って当選した。しかし、再選を目指して出馬した1964年の選挙では、同年の大統領選挙で共和党候補のバリー・ゴールドウォーターが敗北した影響もあり、リチャード・C・ホワイトに敗れた。なお、エドガー以降、共和党候補はこのテキサス16区で当選できていない。落選後はニューメキシコ州ラスクルーセスに移った。1968年、[[ニューメキシコ州at-large districtから出馬し、E・S・ジョニー・ウォーカーを破って当選を果たした。この当選でフォアマンは2つの異なる州から選出された連邦議会議員となった。こうした事例は西部開拓が盛んだった合衆国建国当初によく見られたが、フォアマン以降、複数の州で当選経験がある連邦議会議員は現れていない。1970年にも再選を目指して出馬したが、民主党候補のハロルド・ラネルズに敗れて落選した。1971年にはリチャード・ニクソン政権で内務長官補に任命された。さらに翌年には同政権で運輸長官補に任命されると、1974年から始まるジェラルド・フォード政権でも続投し、1976年に辞任した。
運輸長官補の辞任以降は政界から離れ、モチベーション・トレーニングを教える講師として各地で講演を行っていたが、2022年2月2日に亡くなった。88歳没。

## 主張・政策
反トランプ派として知られる。2016年の大統領選では、共和党の指名候補となったドナルド・トランプが党の基本方針を尊重しなかったとしてトランプへの不支持を表明する書簡が公開されたが、この書簡に署名した元連邦議会議員30名の1人である。

## 不祥事
テレビタレントのケヴィン・トルドーの法廷侮辱罪に関する裁判で、判事がトルドー側の弁護士に対して質問を行なっている際、傍聴席の最前列に座っていたフォアマンは「判事、私は元アメリカ下院議員です。（Judge, I am a former U.S. congressman!）」と叫んで立ち上がったため、判事から着席を命じられた。フォアマンはその後も抵抗を続けたため、法廷からの退去命令を受けたが、これを拒否。警備員によって強制的に法廷外に退去させられた。この騒動で、フォアマンは150ドルの罰金刑を受けた。

## 著作物
共著
- Ward, Tom (2013-05-22) (英語). The Power of Living By Design. Paul Gustavson, Ed Foreman contribution. FriesenPress. ISBN 978-1-46-020830-4